# 下村大樹
下村 大樹（しもむら だいき、1998年1月9日 - ）は、日本の男性プロレスラー。プロレスリングBASARA所属。埼玉県出身。血液型O型。

## 経歴
2014年
5月17日、草プロレス団体「nkw（貫井・草・レスリング）」にて現役高校生レスラー「DAIKI」としてデビュー。
2015年
8月22日、nkwを卒業。
9月、DNAの練習生となる。
2016年
3月5日、DNA春日部大会の梅田公太戦でデビュー。同試合で左ヒジを負傷し出場予定であった両国大会を欠場。
2018年
8月11日、DNAの活動休止に伴いプロレスリングBASARAに移籍。
2021年
1月20日、木髙イサミとのタッグでツトム・オースギ＆バナナ千賀を破り第3代IRON FISTタッグ王者となる。
2023年
10月20日、プライベートにおいて不適切な行為があったとして、1年間の活動休止処分となる。

## 得意技
- スワントーンボム
- ムーンサルトプレス
- 450°スプラッシュ
- ラ・ケブラーダ
- ドラゴンカッター
- ダイビングラリアット
- エルボー・スマッシュ
- 野球チョップ
- オレンジサンセット

トルネードクラッチのような形から入る変形のスクールボーイ。

## 人物・エピソード
- DDTの入門テストに過去最高の成績で合格[6]。
- 埼玉県立川口青陵高等学校卒業。
- 北海道日本ハムファイターズの熱狂的なファン。

## 入場曲
- 一人前（ザ・マスミサイル）

## タイトル歴
プロレスリングBASARA
- IRON FIST TAG王座（第3代）（パートナーは木高イサミ）
- 弁丸トーナメント0優勝（2018年）
- IRON FIST TAG TOURNAMENT優勝（2020年）（パートナーは木高イサミ）

大日本プロレス
- UWA世界6人タッグ王座（第63代）（パートナーは木高イサミ、関根龍一）

## 舞台出演
- DDTドラマティックドリームシアターDNA組「櫻農カプリチオ～櫻ヶ丘農業高等学校狂想曲～」（2018年7月5日 ‐ 7日、東京・千本桜ホール）‐ 高見権蔵役